# Campeonato Europeo de Tiro con Arco en Sala de 2022
El XIX Campeonato Europeo de Tiro con Arco se celebró en Laško (Eslovenia) entre el 14 y el 19 de febrero de 2022 bajo la organización de la Unión Europea de Tiro con Arco (WAE) y la Federación Eslovena de Tiro con Arco.
Las competiciones se realizaron en la Sala Tri Lilije de la ciudad eslovena.

## Resultados

### Masculino
| Evento                            | Oro                                                            | Plata                                                           | Bronce                                                        |
| --------------------------------- | -------------------------------------------------------------- | --------------------------------------------------------------- | ------------------------------------------------------------- |
| Arco recurvo individual (19.02)   | Clément Jacquey Francia                                        | Jean-Charles Valladont Francia                                  | Erdem Tsydypov · Rusia                                        |
| Arco recurvo por equipo (18.02)   | Thomas Chirault Clément Jacquey Jean-Charles Valladont Francia | Kiryl Firsau · Anton Karoukin · Raman Nikitsionak · Bielorrusia | Federico Musolesi · Mauro Nespoli · Alessandro Paoli · Italia |
| Arco compuesto individual (19.02) | Mike Schloesser · Países Bajos                                 | Jean-Philippe Boulch Francia                                    | Nicolas Girard Francia                                        |
| Arco compuesto por equipo (18.02) | Sil Pater · Mike Schloesser · Max Verwoerdt · Países Bajos     | Demir Elmaağaçlı Emircan Haney Furkan Oruç Turquía              | Cláudio Alves Rui Pereira Baptista Carlos Resende Portugal    |
| Arco desnudo individual (19.02)   | Leo Pettersson · Suecia                                        | Oliver Hicks Reino Unido                                        | Vitali Budiak · Rusia                                         |
| Arco desnudo por equipo (18.02)   | Viggo Axelsson · Joakim Hassila · Leo Pettersson · Suecia      | Simone Barbieri · Valter Basteri · Daniele Bellotti · Italia    | Klemen Kelvišar Robert Luštrek Iztok Spinelli Eslovenia       |

### Femenino
| Evento                            | Oro                                                                      | Plata                                                           | Bronce                                                                     |
| --------------------------------- | ------------------------------------------------------------------------ | --------------------------------------------------------------- | -------------------------------------------------------------------------- |
| Arco recurvo individual (19.02)   | Lisa Barbelin Francia                                                    | Vanessa Landi · Italia                                          | Anastasiya Pavlova · Ucrania                                               |
| Arco recurvo por equipo (18.02)   | Veronika Marchenko · Anastasiya Pavlova · Polina Rodionova · Ucrania     | Gülnaz Coşkun Gizem Özkan Assıya Yılmazer Turquía               | Tuyana Budazhapova · Valeriya Mylnikova · Inna Stepanova · Rusia           |
| Arco compuesto individual (19.02) | Ella Gibson Reino Unido                                                  | Yelizaveta Kniazeva · Rusia                                     | Alexandra Savenkova · Rusia                                                |
| Arco compuesto por equipo (18.02) | Viktoriya Balzhanova · Yelizaveta Kniazeva · Alexandra Savenkova · Rusia | Lisell Jäätma Meeri-Marita Paas Maris Tetsmann Estonia          | Irene Franchini · Elisa Roner · Marcella Tonioli · Italia                  |
| Arco desnudo individual (19.02)   | Cinzia Noziglia · Italia                                                 | Fabia Rovatti · Italia                                          | Laura Turello · Italia                                                     |
| Arco desnudo por equipo (18.02)   | Cinzia Noziglia · Fabia Rovatti · Laura Turello · Italia                 | Yuliya Blanter · Mariya Savenkova · Viktoriya Zuravlova · Rusia | Anna Junczyk-Paczuska · Regina Karkoszka · Inga Zagrodzka-Dobija · Polonia |

## Medallero
| Núm. | País         | Oro | Plata | Bronce | Total |
| ---- | ------------ | --- | ----- | ------ | ----- |
| 1    | Francia      | 3   | 2     | 1      | 6     |
| 2    | Italia       | 2   | 3     | 3      | 8     |
| 3    | Países Bajos | 2   | 0     | 0      | 2     |
| 3    | Suecia       | 2   | 0     | 0      | 2     |
| 5    | Rusia        | 1   | 2     | 4      | 7     |
| 6    | Reino Unido  | 1   | 1     | 0      | 2     |
| 7    | Ucrania      | 1   | 0     | 1      | 2     |
| 8    | Turquía      | 0   | 2     | 0      | 2     |
| 9    | Bielorrusia  | 0   | 1     | 0      | 1     |
| 9    | Estonia      | 0   | 1     | 0      | 1     |
| 11   | Eslovenia    | 0   | 0     | 1      | 1     |
| 11   | Polonia      | 0   | 0     | 1      | 1     |
| 11   | Portugal     | 0   | 0     | 1      | 1     |
|      | TOTAL        | 12  | 12    | 12     | 36    |